# Dzień Wolności i Praw Obywatelskich
Dzień Wolności i Praw Obywatelskich – polskie święto, obchodzone 4 czerwca, ustanowione uchwałą Sejmu RP w dniu 24 maja 2013 roku.
Dzień ten nie jest dniem wolnym od pracy.
Upamiętnia pierwsze po II wojnie światowej wolne wybory parlamentarne w 1989 roku: częściowo wolne do Sejmu oraz całkowicie wolne do Senatu, zniesionego w 1946 w następstwie sfałszowanego referendum ludowego.